# Impatiens munronii
Impatiens munronii är en balsaminväxtart som beskrevs av Robert Wight. Impatiens munronii ingår i släktet balsaminer, och familjen balsaminväxter. Inga underarter finns listade i Catalogue of Life.